# Dacquoise

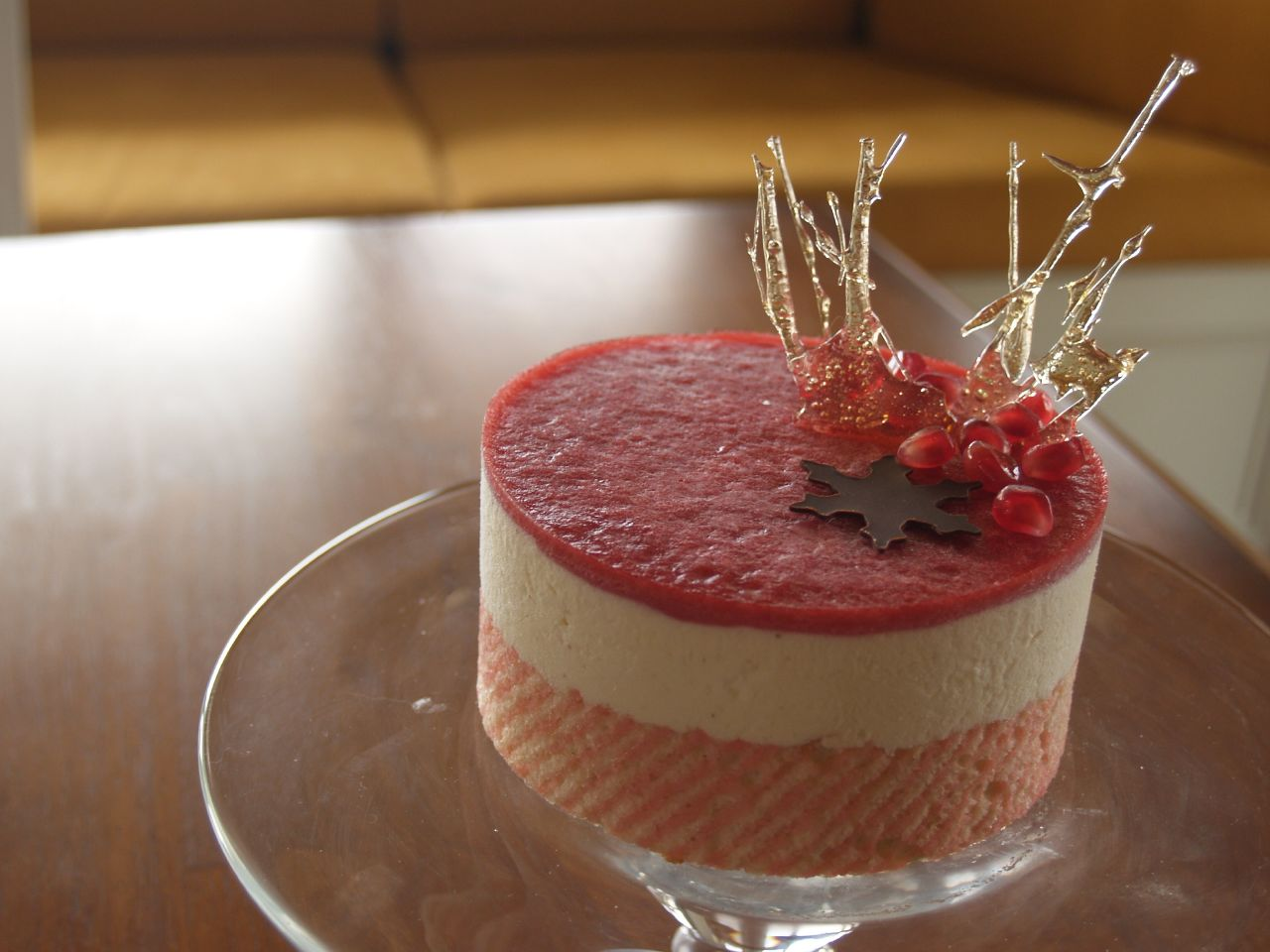
Torta di Eggnog Mousse con dacquoise di mandorla

Una dacquoise (pronuncia: [dakwɑz]) è una torta da dessert fatta a strati di meringa alla mandorla o nocciola e panna montata o crema al burro su una base di biscotti al burro.
Di solito è servita accompagnata con frutta.
Prende il nome dalla forma femminile francese della parola dacquois, aggettivo per definire qualcuno o qualcosa proveniente dalla città aquitana di Dax.